# جسر الحضارات
جسر الحضارات هو جسر يقع في محافظة ذي قار تم افتتاحه يوم 10 مارس 2016م  يربط بين صوب الجزيرة وصوب الشاميه . يبلغ طوله 200 متر يربط ضفتي نهر الفرات ووسط مدينة الناصرية ويضم الجسر ممرين للذهاب والإياب ويعد صمام للمدينة  لموقعه المميز.